# Apocalyptic Love
Apocalyptic Love è il secondo album in studio del chitarrista statunitense Slash, pubblicato il 22 maggio 2012 dalla Dik Hayd Records.
Prodotto nuovamente da Eric Valentine, l'album ha visto la partecipazione del gruppo che accompagna Slash dal vivo, ovvero il cantante Myles Kennedy e i The Conspirators, (questi ultimi formati dal bassista Todd Kerns e dal batterista Brent Fitz), ed è stato promosso dall'Apocalyptic Love World Tour, svoltosi tra il 2012 e il 2013.
Apocalyptic Love ha debuttato negli Stati Uniti d'America alla quarta posizione della Billboard 200, vendendo 38 000 copie nella prima settimana di rivelazione. In Canada l'album ha invece debuttato alla seconda posizione della rispettiva classifica, vendendo 7 500 copie nella prima settimana.

## Antefatti
Durante il tour mondiale seguente al primo disco solista, Slash annunciò l'uscita del suo secondo album. A differenza dell'album di debutto, che vide la partecipazione di diversi cantanti, fra cui Chris Cornell, Ozzy Osbourne, M. Shadows e Kid Rock, Slash scelse fin dall'inizio come unico cantante Myles Kennedy, frontman degli Alter Bridge. Kennedy aveva già prestato la propria voce nel primo lavoro solista di Slash, cantando in Starlight e Back from Cali, per poi accompagnarlo durante il seguente tour mondiale. In seguito, Slash affermò che la realizzazione del nuovo album avrebbe visto una stretta collaborazione con Kennedy anche nella scrittura dei brani, e che non sapeva se l'album sarebbe stato pubblicato sotto il proprio nome o con un nome del tutto nuovo.
Slash iniziò a lavorare al suo secondo album solista nel giugno del 2011, e nel dicembre di quell'anno furono registrate tre brani, Halo, Standing in the Sun e Bad Rain. Slash definì il nuovo materiale "molto pesante". L'album è stato interamente registrato in presa diretta (prima volta che Slash sperimenta tale metodo di registrazione) ed è stato completato nel febbraio 2012.

## Promozione
Il 27 febbraio 2012 è stato annunciato il singolo apripista dell'album, intitolato You're a Lie; nella stessa data è stata resa disponibile un'anteprima di trenta secondi dello stesso singolo. Il 5 marzo è stata invece pubblicata la lista tracce. Kennedy, che ha realizzato tutti i testi dell'album, rivelò che alcuni di essi riguardano le sue passate esperienze di dipendenza da droghe.
Il 26 marzo 2012, delle anteprime di trenta secondi tratte da Apocalyptic Love furono resi disponibili sul sito Amazon.com.

## Accoglienza
L'album ha ricevuto valutazioni mediamente positive da parte della critica. Su Metacritic, ha ottenuto un punteggio di 62 su 100, basato su 13 recensioni.

## Tracce
Testi di Myles Kennedy, musiche di Saul Hudson, eccetto dove indicato.
1. Apocalyptic Love – 3:28
2. One Last Thrill – 3:09
3. Standing in the Sun – 4:03
4. You're a Lie – 3:50
5. No More Heroes – 4:23 (musica: Saul Hudson, Eric Valentine)
6. Halo – 3:22
7. We Will Roam – 4:49
8. Anastasia – 6:07
9. Not for Me – 5:21
10. Bad Rain – 3:46
11. Hard & Fast – 3:02
12. Far and Away – 5:14
13. Shots Fired – 3:48

Tracce bonus nell'edizione deluxe
1. Carolina – 3:17
2. Crazy Life – 3:40

## Formazione
- Slash – chitarra solista
- Myles Kennedy – voce, chitarra ritmica
- Todd Kerns – basso, voce
- Brent Fitz – batteria, percussioni, pianoforte elettrico

## Classifiche

### Classifiche settimanali
| Classifica (2012)          | Posizione massima |
| -------------------------- | ----------------- |
| Australia                  | 2                 |
| Austria                    | 3                 |
| Belgio (Fiandre)           | 13                |
| Belgio (Vallonia)          | 21                |
| Canada                     | 2                 |
| Danimarca                  | 9                 |
| Finlandia                  | 3                 |
| Francia                    | 9                 |
| Germania                   | 5                 |
| Giappone                   | 13                |
| Irlanda                    | 38                |
| Italia                     | 3                 |
| Norvegia                   | 13                |
| Nuova Zelanda              | 1                 |
| Paesi Bassi                | 7                 |
| Polonia                    | 5                 |
| Regno Unito                | 12                |
| Regno Unito (rock & metal) | 1                 |
| Repubblica Ceca            | 7                 |
| Russia                     | 16                |
| Spagna                     | 17                |
| Stati Uniti                | 4                 |
| Stati Uniti (hard rock)    | 1                 |
| Stati Uniti (independent)  | 1                 |
| Stati Uniti (rock)         | 2                 |
| Stati Uniti (tastemaker)   | 9                 |
| Svezia                     | 4                 |
| Svizzera                   | 3                 |
| Ungheria                   | 3                 |

### Classifiche di fine anno
| Classifica (2012)         | Posizione |
| ------------------------- | --------- |
| Australia                 | 92        |
| Italia                    | 89        |
| Nuova Zelanda             | 44        |
| Stati Uniti (hard rock)   | 14        |
| Stati Uniti (independent) | 28        |
| Stati Uniti (rock)        | 66        |